# Nisan
Nisan (ניסן, în ebraică standard: nisan, în ebraică tiberiană: nîsān; din limba akkadiană nisānu, din limba sumeriană nisag "primele fructe") este prima lună a anului ecleziastic și ce-a de-a șaptea lună a anului civil în calendarul ebraic. Numele este de origine babiloniană; în Biblie luna este numită abib, adică primăvară. Este o lună de primăvară de 30 de zile. În limba turcă este numele lunii aprilie.

## Perioadă (5761–5860)
| Durata anului | Începutul lunii (calendar gregorian) | Sfârșitul lunii (calendar gregorian) |
| ------------- | ------------------------------------ | ------------------------------------ |
| 353 de zile   | 11 martie–28 martie                  | 10 aprilie–27 aprilie                |
| 354 de zile   | 11 martie–30 martie                  | 10 aprilie–29 aprilie                |
| 355 de zile   | 12 martie–30 martie                  | 11 aprilie–29 aprilie                |
| 383 de zile   | 30 martie–9 aprilie                  | 29 aprilie–9 mai                     |
| 384 de zile   | 1 aprilie–9 aprilie                  | 1 mai–9 mai                          |
| 385 de zile   | 31 martie–10 aprilie                 | 30 aprilie–10 mai                    |

## Sărbători înNisan
| Zi/Zile | Celebrarea  | Notă |
| ------- | ----------- | --- |
| 14      | Erev Pesah  | |
| 15–22   | Pesah       | |
| 17–20   | Chol HaMoed | |
| 23      | Isru Chag   | |
| 27      | Yom HaShoah | Când 27 Nisan are loc într-o vineri, este anticipată pentru joi (26 Nisan). Când 27 Nisan are loc într-o duminică, este amânată pentru luni (28 Nisan). |